# Кууск, Каимо
Каимо Кууск (эст. Kaimo Kuusk; 5 декабря 1975, Абья-Палуоя, Эстонская ССР) — эстонский дипломат. Чрезвычайный и Полномочный Посол Эстонской Республики на Украине (2019−2023). Сотрудник Службы внешней разведки Эстонии.

## Биография
В 1998 году окончил факультет общественных наук кафедры политологии Тартуского университета (дипломная работа: Русская геополитика после холодной войны как внешнеполитическая стратегия).
В 1998—2019 годах работал в Службе внешней разведки Эстонии, в 1998—2008 годах в должности директора департамента, в 2008—2019 годах — заместитель Генерального директора службы.
В 2019 году — руководитель отдела Восточной Европы и Центральной Азии Министерства иностранных дел Эстонии.
11 июля 2019 года Указом Президента Эстонской Республики Керсти Кальюлайд был назначен Чрезвычайным и Полномочным Послом Эстонии в Украине. 1 августа 2019 г. прибыл в Киев.
Полномочия закончились в августе 2023 года.

## Награды
- Орден Государственного герба III степени (2023).
- Орден Белой звезды V степени (2006).
- Орден «За заслуги» II степени (4 сентября 2023 года, Украина) — за весомый личный вклад в укрепление межгосударственного сотрудничества, поддержку государственного суверенитета и территориальной целостности Украины, популяризацию Украинского государства в мире[3].
- Крест «За заслуги» I класса (2022, Министерство иностранных дел Эстонии)[4].